# 死の舞踏 (アルバム)
『死の舞踏』(Dance of Death)は、アイアン・メイデンの13枚目のスタジオアルバム。日本ではそのほかの国に先駆け2003年9月2日に発売された。

## 収録曲
1. ワイルデスト・ドリームズ - Wildest Dreams (Smith, Harris) [3:52]
2. レインメーカー - Rainmaker (Murray, Harris, Dickinson) [3:48]
3. ノー・モア・ライズ - No More Lies (Harris) [7:21]
4. モンセギュール - Montsegur (Gers, Harris, Dickinson) [5:50]
5. 死の舞踏 - Dance of Death (Gers, Harris) [8:36]
6. ゲイツ・オブ・トゥモロー - Gates of Tomorrow (Gers, Harris, Dickinson) [5:12]
7. ニュー・フロンティア - New Frontier (McBrain, Smith, Dickinson) [5:04]
8. パッシェンデール - Paschendale (Smith, Harris) [8:28]
9. フェイス・イン・ザ・サンド - Face in the Sand (Smith, Harris, Dickinson) [6:31]
10. エイジ・オブ・イノセンス - Age of Innocence (Murray, Harris) [6:10]
11. ジャーニーマン - Journeyman (Smith, Harris,Dickinson) [7:06]

## 参加ミュージシャン
- スティーヴ・ハリス Steve Harris - ベース、ヴォーカル
- ブルース・ディッキンソン  Bruce Dickinson - リード・ヴォーカル
- デイヴ・マーレイ Dave Murray - ギター
- ヤニック・ガーズ Janick Gers - ギター
- エイドリアン・スミス Adrian Smith - ギター、ヴォーカル
- ニコ・マクブレイン  Nicko McBrain - ドラムス